# Wereldtentoonstelling van 1880
De Wereldtentoonstelling van 1880 in Melbourne is de achtste door het Bureau International des Expositions erkende universele wereldtentoonstelling en daarmee de eerste officiële universele wereldtentoonstelling op het zuidelijk halfrond.
Nadat de koloniën Victoria en New South Wales in respectievelijk 1851 en 1856 zelfbestuur hadden gekregen kwam, mede als gevolg van goudvondsten, een sterke economische ontwikkeling op gang. De groei gedurende de jaren 50 en 60 van de negentiende eeuw leidde tot een grote rivaliteit tussen de respectievelijke hoofdsteden, Melbourne en Sydney. In de jaren 70 van de negentiende eeuw werd ook de blik op de rest van de wereld gericht en ontstonden er plannen om een wereldtentoonstelling te organiseren. Melbourne begon met de voorbereidingen en in 1879 werd het plan voorgelegd aan het parlement. Het oudere Sydney wilde Melbourne echter voorblijven en organiseerde in record tijd een eigen wereldtentoonstelling. Deze Sydney International Exhibition begon al op 17 oktober 1879. Die tentoonstelling had echter voornamelijk landbouw als onderwerp en voldeed dus niet aan de criteria van een officiële wereldtentoonstelling. Melbourne besloot de eigen tentoonstelling te organiseren in aansluiting op die van Sydney, zodat exposanten niet eerst naar Europa of Amerika hoefden terug te keren en ze een aantal jaren later misschien terug zouden komen. De Melbourne International Exhibition begon dan ook één jaar na die van Sydney.